# 드룩폴 FC
드룩폴 FC는 부탄의 축구단으로 과거 부탄 슈퍼리그 최다 우승팀이었다.

## 우승
- 부탄 슈퍼리그: 1996, 1997, 1998, 1999, 2000, 2002, 2003, 2012